# Речиці (Калузька область)
Речиці (рос. Речицы) — присілок в Мосальському районі Калузької області Російської Федерації.
Населення становить 26 осіб. Входить до складу муніципального утворення Село Боровенськ.

## Історія
Від 2004 року входить до складу муніципального утворення Село Боровенськ.

## Населення
| 2002 | 2010 |
| ---- | ---- |
| 36   | ↘26  |